# Viciria mondoni
Viciria mondoni là một loài nhện trong họ Salticidae.
Loài này thuộc chi Viciria. Viciria mondoni được Lucien Berland & Millot miêu tả năm 1941.